# پوتیان
پوتیان (به لاتین: Putian) یک شهر مرکزی در جمهوری خلق چین است که در فوجیان واقع شده‌است.

## خصوصیات
پوتیان ۴٬۲۰۰ کیلومترمربع مساحت و ۲٬۸۶۰٬۰۰۰ نفر جمعیت دارد.